# I Can't Live Without Music
"I Can't Live Without Music" hette Tysklands bidrag i Eurovision Song Contest 2002, och sjöngs på engelska av Corinna May. 
Den startade som nummer åtta ut den kvällen, efter Frankrikes Sandrine François med "Il faut du temps" och före Turkiets Buket Bengisu & Group Sapphire med "Leylaklar soldu kalbinde". Låten tillhörde förhandsfavoriterna, men fick bara 17 poäng och slutade på 21:a plats av 24 bidrag. 
Sången skrevs av Ralph Siegel och Bernd Meinunger, och är en upptempolåt där sångaren uttrycker glädjen i att lyssna på musik. Eftersom Corinna May är blind, blev texten viktigare.
  En av Corinna Mays bakgrundssångare var utklädda till cowgirl.
Låten var Corinna Mays tredje försök att medverka i tävlingen, hennes bidrag till 1999 års tävling "Hör den Kindern einfach zu" diskvalificerades då låten tidigare släppts. Vid tyska uttagningen år 2000 slutade Corinna Mays låt "I Believe in God", också skriven av Ralph Siegel och Bernd Meinunger, på andra plats.

## Låtlista
1. I Can't Live Without Music (Grand Prix-Version) – 3:00
2. I Can't Live Without Music (Popversion) – 3:00
3. I Can't Live Without Music (Radio Mix) – 3:00
4. I Can't Live Without Music (Club Mix) – 6:11
5. I Can't Live Without Music (Energy Mix) – 3:12

### Fotnoter
1. ↑  ”Listplacering”. http://swedishcharts.com/showitem.asp?interpret=Corinna+May&titel=I+Can%27t+Live+Without+Music&cat=s. Läst 11 maj 2011.